# Argulete
Argulete era el soldado de caballería ligera del siglo XVI.
Estaban armados defensivamente como los estradiotes. Las armas ofensivas eran la maza, el arcabuz corto y la espada.
Sobre la armadura se ponían un sayo o sobrevesta. Portaban una banderola de color, distintivo de su unidad.
La primera fuerza de este nombre se organizó en Francia y las demás naciones no tardaron en imitarla. 